# Johann Rudolf Wolf
Johann Rudolf Wolf (Fällanden, 7 luglio 1816 – 6 dicembre 1893) è stato un astronomo e matematico svizzero.

## Biografia
Nato vicino a Zurigo, Wolf studiò nelle università di Zurigo, Vienna e Berlino. Encke fu uno dei suoi insegnanti. Wolf divenne professore di astronomia all'Università di Berna nel 1844 e direttore dell'Osservatorio di Berna nel 1847. Nel 1855 accettò la cattedra di astronomia sia all'Università di Zurigo che al Politecnico federale di Zurigo.Introdusse nel 1848 il numero relativo di wolf [R=K x (10G+M)] per determinare una stima dell'attività solare.